# Premio Alfaguara de Novela
Premio Alfaguara de Novela är ett spanskspråkigt romanpris som instiftades av förlaget Alfaguara 1965. Efter ett uppehåll fram till 1998 har det utvecklats till ett av de mest betydelsefulla romanprisen i spanskspråkig litteratur.
Prissumman är på 175 000 US dollar. Priset innebär också att romanen samtidigt ges ut i 19 spanskspråkiga länder.

## Pristagare
| År        | Roman                          | Författare                | Nationalitet      |
| --------- | ------------------------------ | ------------------------- | ----------------- |
| 1965      | Las corrupciones               | Jesús Torbado             | Spanien           |
| 1966      | Pascua y naranjas              | Manuel Vicent             | Spanien           |
| 1967      | Fauna                          | Héctor Vázquez-Azpiri     | Spanien           |
| 1968      | Corte de corteza               | Daniel Sueiro             | Spanien           |
| 1969      | Ingen utdelning                | Ingen utdelning           | Ingen utdelning   |
| 1970      | Todas esas muertes             | Carlos Droguett           | Chile             |
| 1971      | Leña verde                     | Luis Berenguer            | Spanien           |
| 1972      | Florido mayo                   | Alfonso Grosso            | Spanien           |
| 1973–1997 | Ingen utdelning                | Ingen utdelning           | Ingen utdelning   |
| 1998      | Caracol Beach                  | Eliseo Alberto            | Kuba              |
| 1998      | Margarita, está linda la mar   | Sergio Ramírez            | Nicaragua         |
| 1999      | Son de mar                     | Manuel Vicent             | Spanien           |
| 2000      | Últimas noticias del paraíso   | Clara Sánchez             | Spanien           |
| 2001      | La piel del cielo              | Elena Poniatowska         | Mexiko            |
| 2002      | El vuelo de la reina           | Tomás Eloy Martínez       | Argentina         |
| 2003      | Diablo guardián                | Xavier Velasco            | Mexiko            |
| 2004      | Delirio                        | Laura Restrepo            | Colombia          |
| 2005      | El turno del escriba           | Graciela Montes Ema Wolf  | Argentina         |
| 2006      | Abril rojo                     | Santiago Roncagliolo      | Peru              |
| 2007      | Mira si yo te querré           | Luis Leante               | Spanien           |
| 2008      | Chiquita                       | Antonio Orlando Rodríguez | Kuba              |
| 2009      | El viajero del siglo           | Andrés Neuman             | Argentina Spanien |
| 2010      | El arte de la resurección      | Hernán Rivera Letelier    | Chile             |
| 2011      | El ruido de las cosas al caer  | Juan Gabriel Vásquez      | Colombia          |
| 2012      | Una misma noche                | Leopoldo Brizuela         | Argentina         |
| 2013      | La invención del amor          | José Ovejero              | Spanien           |
| 2014      | El mundo de afuera             | Jorge Franco              | Colombia          |
| 2015      | Contigo en la distancia        | Carla Guelfenbein         | Chile             |
| 2016      | La noche de la Usina           | Eduardo Sacheri           | Argentina         |
| 2017      | Rendición                      | Ray Loriga                | Spanien           |
| 2018      | Una novela criminal            | Jorge Volpi               | Mexiko            |
| 2019      | Mañana tendremos otros nombres | Patricio Pron             | Argentina         |
| 2020      | Salvar el fuego                | Guillermo Arriaga         | Mexiko            |